# Решетников, Василий Прокопьевич
Василий Прокопьевич Решетников (1923—28 октября 1995) — советский партийный и государственный деятель.

## Биография
Родился 18 января 1923 года в Бахсытском наслеге Чурапчинского района.
С 1943 года комсорг, 1-й секретарь Якутского районного комитета ВЛКСМ, затем заведующий отделом крестьянской молодежи областного комитета ВЛКСМ.
В июле 1943 года был призван Чурапчинским райвоенкоматом в ряды Красной армии, служил в Забайкальском военном округе и воевал на Западном фронте Великой Отечественной войны.
После окончания войны Василий Решетников в 1946—1948 годах он учился в Центральной комсомольской школе при ЦК ВЛКСМ. С 1950 года работал в аппарате обкома КПСС, с 1952 года — 2-й секретарь Томпонского райкома КПСС. В 1957—1961 годах учился в Иркутской высшей партийной школе. С 1962 года работал парторгом областного комитета КПСС по северному территориальному производственному совхозному управлению, с 1963 года являлся секретарём парткома по Янскому производственному совхозному управлению. Затем работал 1-м секретарем Верхоянского, Оймяконского и Таттинского райкомов КПСС. В 1973—1975 годах учился в Якутском сельскохозяйственном техникуме, получив специальность зоотехника. В 1968—1978 годах — 1-й секретарь Алексеевского райкома КПСС. С 1978 по 1985 год — министр социального обеспечения Якутской АССР, член областного комитета КПСС.
В. П. Решетников был депутатом Верховного Совета Якутской АССР VI, VII, VIII и IX созывов от Казачинского избирательного округа Усть-Янского района.
Был награждён орденами Трудового Красного Знамени, Отечественной войны 1-й и 2-й степеней, а также многими медалями, среди которых «За победу над Германией в Великой Отечественной войне 1941—1945 гг.». Удостоен звания «Заслуженный работник народного хозяйства Якутской АССР».
Имя Василия Прокопьевича Решетникова было присвоено Якутскому дому-интернату для престарелых и инвалидов.